# Делитель нуля
В общей алгебре элемент {\displaystyle a} кольца называется:
левым делителем нуля, если существует ненулевое {\displaystyle b} такое, что {\displaystyle ab=0;}
правым делителем нуля, если существует ненулевое {\displaystyle b} такое, что {\displaystyle ba=0.}
Далее всюду в данной статье кольцо считается нетривиальным, то есть в нём имеются элементы, отличные от нуля.
Элемент, который одновременно является и правым, и левым делителем нуля, называется делителем нуля. Если умножение в кольце коммутативно, то понятия правого и левого делителя совпадают. Элемент кольца, который не является ни правым, ни левым делителем нуля, называется регулярным элементом.
Ноль кольца называется несобственным (или тривиальным) делителем нуля. Соответственно, элементы, отличные от нуля и являющиеся делителями нуля, называются собственными (нетривиальными) делителями нуля.
Коммутативное кольцо с единицей, в котором нет нетривиальных делителей нуля, называется областью целостности.

## Свойства
Если {\displaystyle a} не является левым делителем нуля, то равенство {\displaystyle ab=ac} можно сократить на {\displaystyle a;} аналогично с правым делителем нуля. В частности, в области целостности сокращение на ненулевой множитель всегда возможно.
Множество регулярных элементов коммутативного кольца замкнуто относительно умножения.
Обратимые элементы кольца не могут быть делителями нуля. Обратимые элементы кольца часто называют «делителями единицы», поэтому предыдущее утверждение можно сформулировать иначе: делитель единицы не может быть одновременно делителем нуля. Отсюда следует, что ни в каком теле или поле делителей нуля быть не может.
В коммутативном конечном кольце с единицей каждый ненулевой элемент либо обратим, либо является делителем нуля. Следствие: нетривиальное коммутативное конечное кольцо без делителей нуля является полем (существование в кольце единицы может быть строго доказано).
Линейно упорядоченное кольцо со строгим порядком (то есть если произведение положительных элементов положительно) не содержит делителей нуля, см. также ниже пример упорядоченного кольца с делителями нуля.
Нильпотентный элемент кольца всегда является (и левым, и правым) делителем нуля. Идемпотентный элемент кольца {\displaystyle c}, отличный от единицы, также является делителем нуля, поскольку {\displaystyle c(1-c)=0.}

## Примеры
Кольцо целых чисел не содержит нетривиальных делителей нуля и является областью целостности.
В кольце вычетов {\displaystyle \mathbb {Z} _{m}} по модулю {\displaystyle m,} если k не взаимно просто с m, то вычет k является делителем нуля. Например, в кольце {\displaystyle \mathbb {Z} _{6}} элементы 2, 3, 4 — делители нуля:
{\displaystyle 2_{6}\cdot 3_{6}=0;\ 4_{6}\cdot 3_{6}=0}
В кольце матриц порядка 2 или более также имеются делители нуля, например:
{\displaystyle {\begin{pmatrix}1&1\\2&2\end{pmatrix}}{\begin{pmatrix}1&1\\-1&-1\end{pmatrix}}={\begin{pmatrix}0&0\\0&0\end{pmatrix}}}
Поскольку определитель произведения равен произведению определителей сомножителей, произведение матриц будет нулевой матрицей только если определитель по крайней мере одного из сомножителей равен нулю. Несмотря на некоммутативность умножения матриц, понятия левого и правого делителей нуля в этом кольце совпадают; все делители нуля — это вырожденные матрицы с нулевым определителем.
Пример упорядоченного кольца с делителями нуля: если в аддитивной группе целых чисел положить все произведения равными нулю, то получится упорядоченное кольцо, в котором любой элемент является делителем нуля (единица тогда не является нейтральным элементом для умножения, так что получается кольцо без единицы).